# Muzeum Regionalne im. Władysława St. Reymonta w Lipcach Reymontowskich
Muzeum Regionalne im. Władysława St. Reymonta w Lipcach Reymontowskich – muzeum z siedzibą we wsi Lipce Reymontowskie (powiat skierniewicki). Placówka jest jednostką organizacyjną powiatu skierniewickiego, a jej siedzibą od 1989 roku są pomieszczenia pochodzącej z przełomu lat 80. i 90. XIX wieku manufaktury włókienniczej rodziny Winklów (zakład był czynny aż do 1974 roku).
Placówka powstała w 1982 roku jako Izba Regionalna, która rok później została przekształcona w Muzeum im. Władysława St. Reymonta. W latach 1983–2003 muzeum było filią Muzeum Mazowsza Zachodniego w Żyrardowie, natomiast od 2003 roku funkcjonuje jako samodzielna jednostka.
Na muzealną ekspozycję składają się zbiory etnograficzne, biograficzne oraz historii techniki. Całość jest prezentowana na następujących wystawach:
- „Tradycje lipieckie” oraz „Dawne narzędzia rolnicze” – dawne stroje, tkaniny, hafty, przedmioty codziennego użytku oraz narzędzia rolnicze,
- „Chłopi” Reymonta w glinianej rzeźbie Ewy Soski,
- „Z dziejów manufaktury Winklów w Lipcach 1889–1974” – maszyny i urządzenia produkcyjne do pełnego cyklu technologicznego wytwarzania m.in. pasiaków,
- „Listy z podróży” – poświęcona życiu i twórczości Władysława Stanisława Reymonta,
- ekspozycja współczesnej sztuki ludowej.

Muzeum jest obiektem całorocznym, czynnym z wyjątkiem poniedziałków. Wstęp jest płatny.

## Galeria

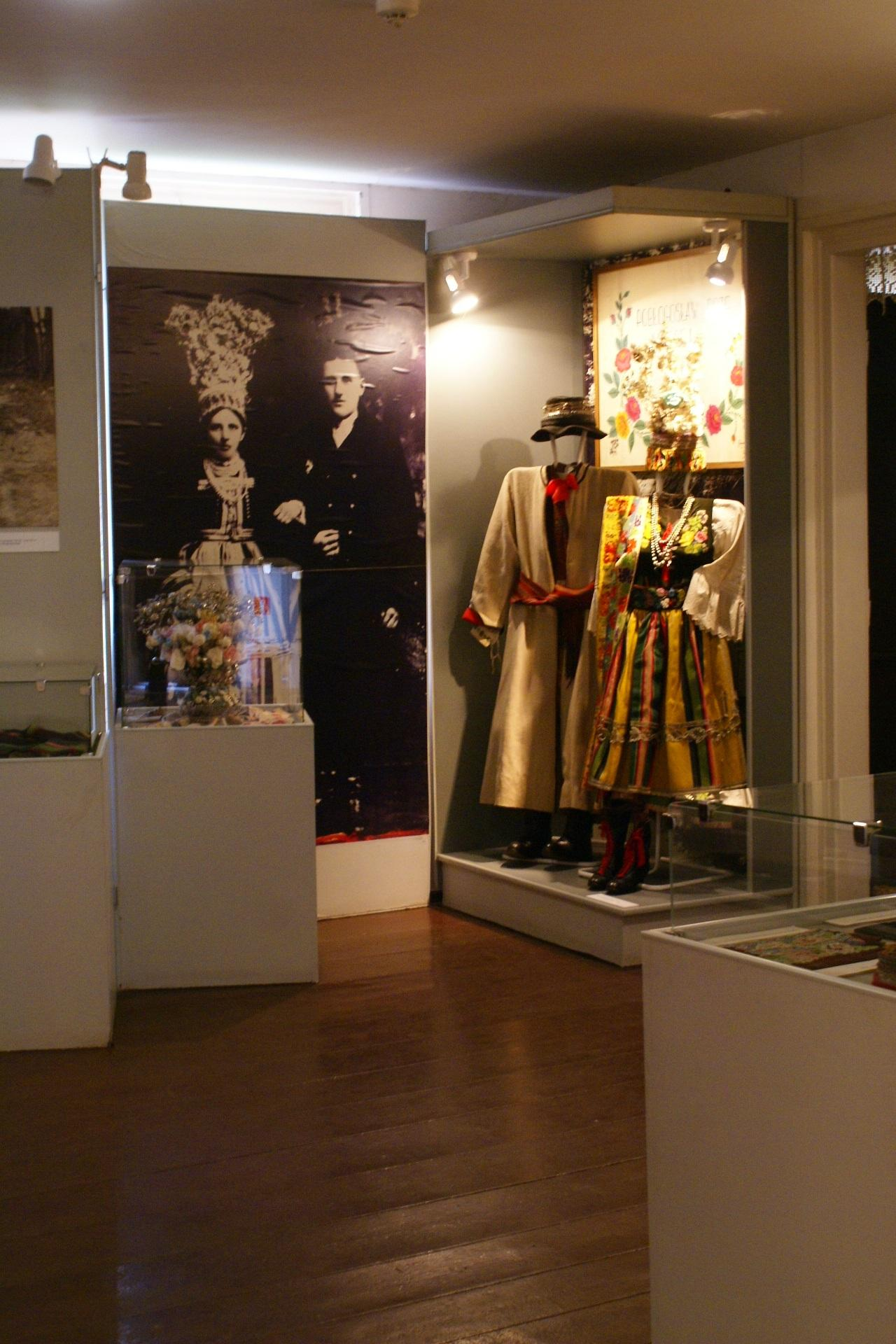
Fragment muzealnej ekspozycji
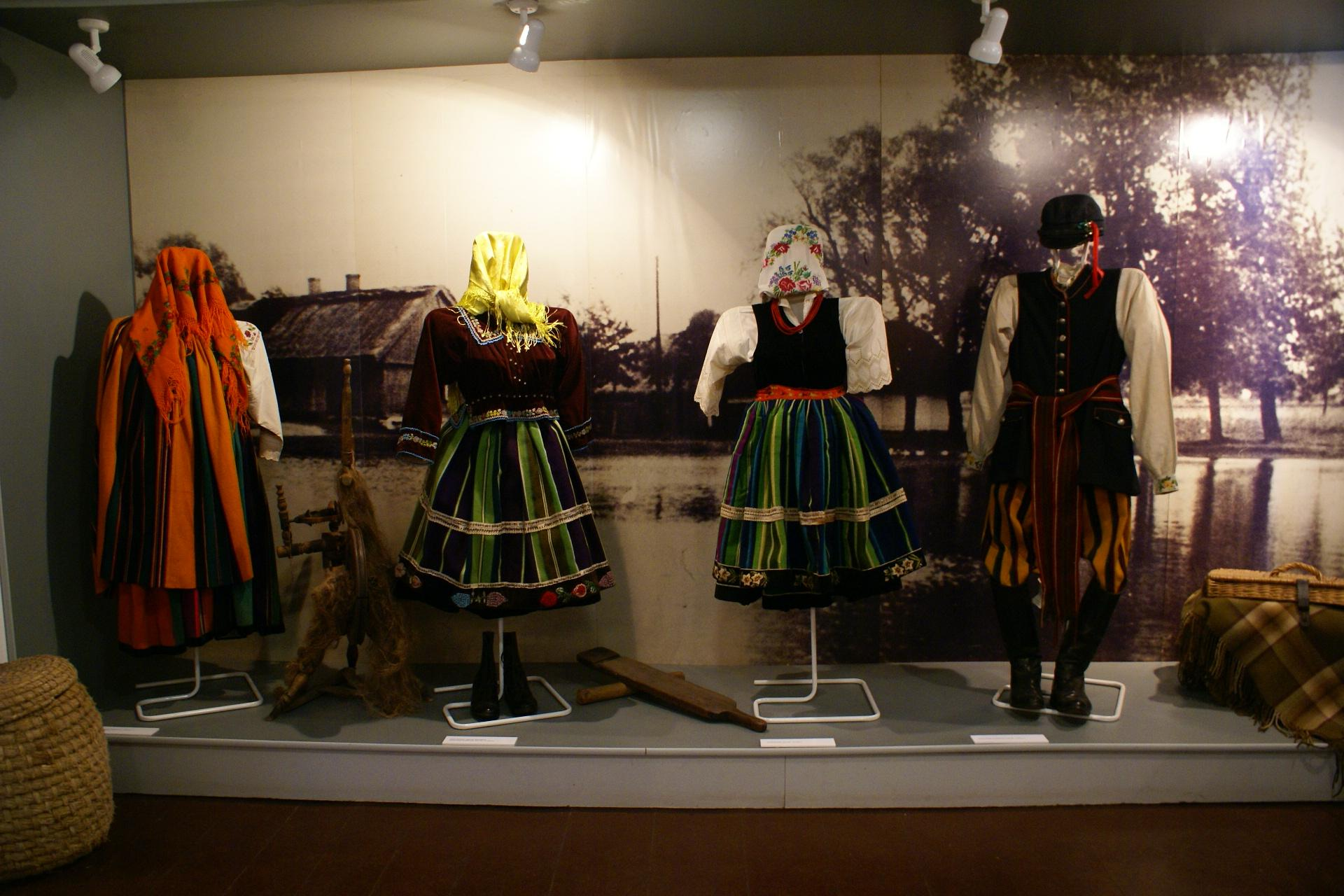
Fragment muzealnej ekspozycji
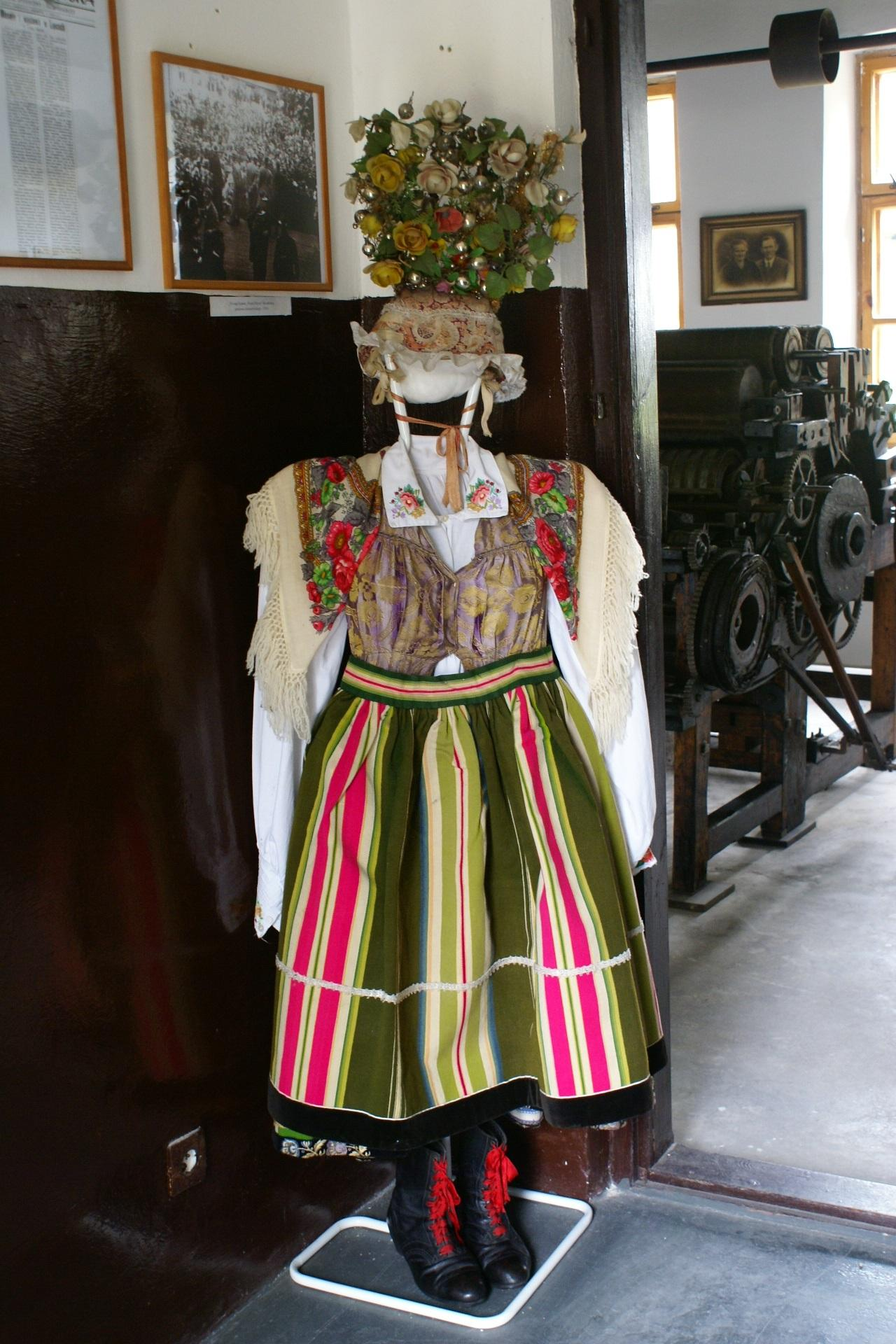
Fragment muzealnej ekspozycji
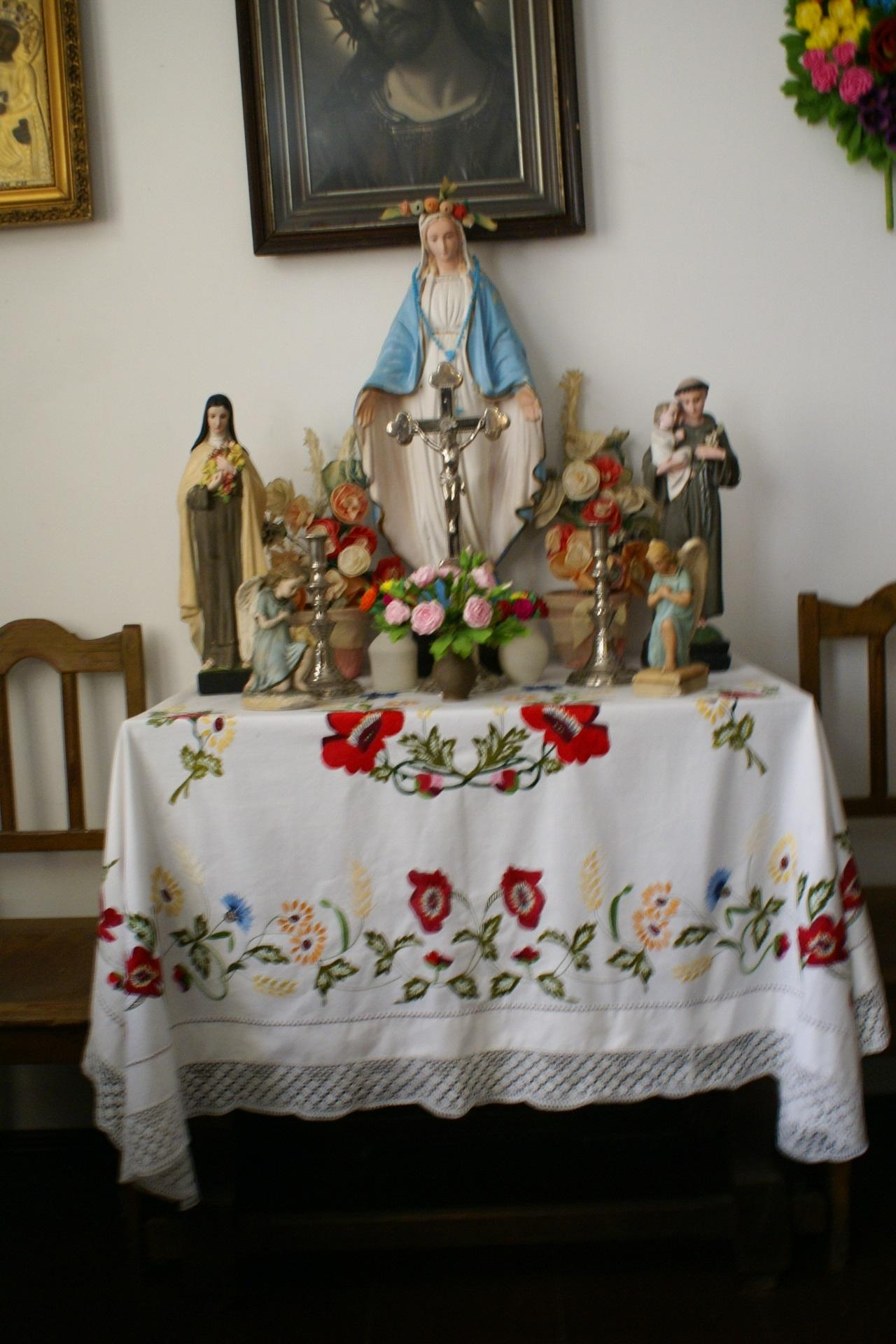
Fragment muzealnej ekspozycji
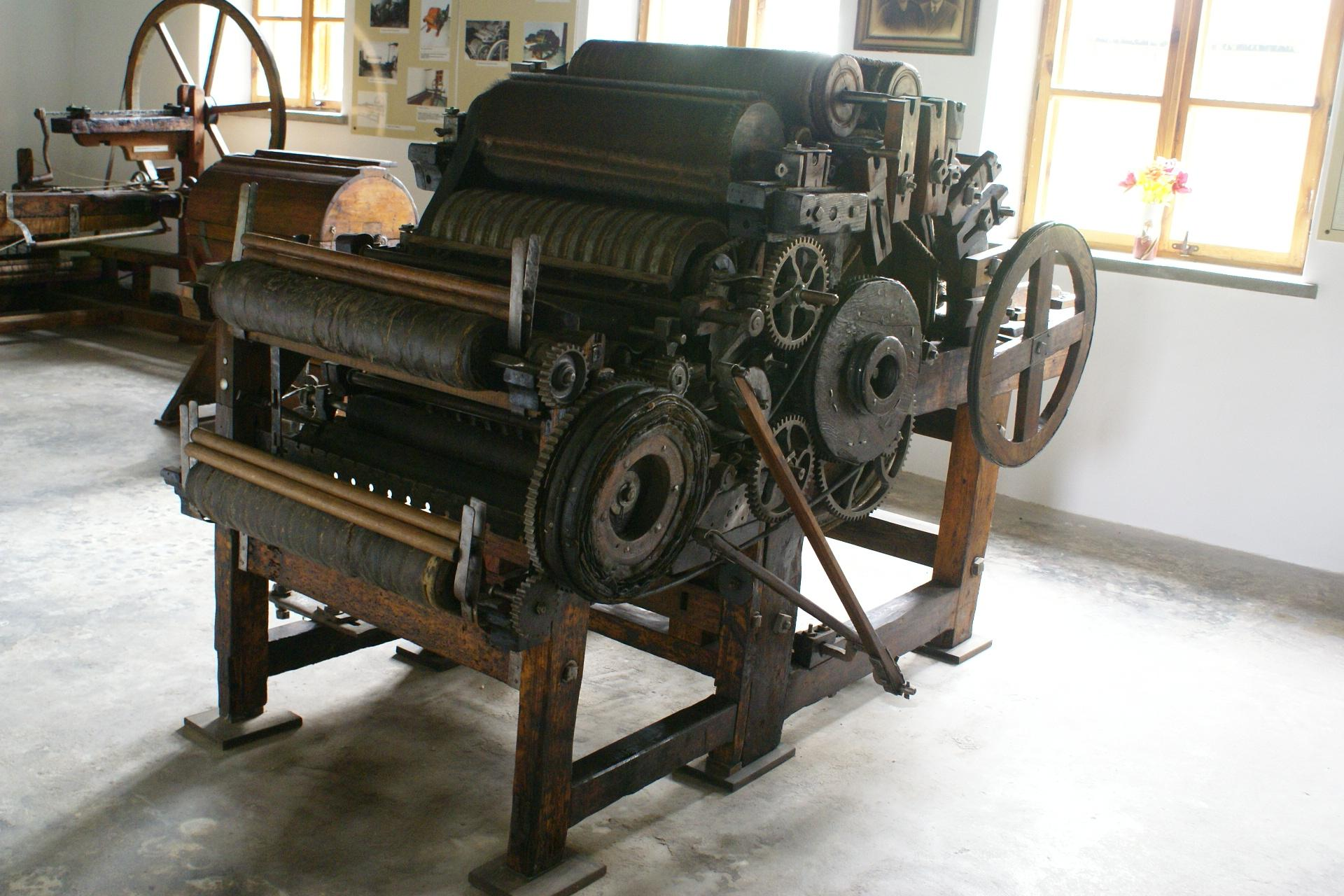
Fragment muzealnej ekspozycji